# Nanuk (mytologie)
Nanuk, též Nanuq (grónsky též Nanoq) je postava z inuitské mytologie (Inuité). Výraz znamená v inuitštině medvěd. V mytologii představuje pána medvědů, který rozhoduje o tom, zda lovci činili dle všech aplikovatelných tabu, a zda si zaslouží úspěch při lovu medvědů.